# The Keys of the Righteous
The Keys of the Righteous è un film muto del 1918 diretto da Jerome Storm sotto la supervisione di Thomas H. Ince.

## Produzione
Il film fu prodotto dalla Thomas H. Ince Corporation.

## Distribuzione
Il copyright del film, richiesto dalla Thomas H. Ince Productions, Inc., fu registrato il 30 gennaio 1918 con il numero LP12006.
Distribuito dalla Famous Players-Lasky Corporation e Paramount Pictures, il film - presentato da Thomas H. Ince - uscì nelle sale cinematografiche degli Stati Uniti il 18 febbraio 1918.